# Badis ben Mansur (ziride)
Pour les articles homonymes, voir Badis ben Mansur, ben Mansur et Sanhadji.
Ne doit pas être confondu avec l'hammadide Badis ben Mansur (règne en 1105)
Badis ben Mansur ou Badis le Sanhadja (? -1016) a été le troisième émir ziride régnant en Ifriqiya (995-1016).

## Biographie
Badis nait à Achir, le 14 aout 984, dans la nuit de samedi à dimanche. Il est désigné héritier présomptif à en juin 992.  La même année il réside avec sa grand-mère Yulan, à Achir, ville où il doit s’imprégner de la vie familiale traditionnelle et prendre racine à son tour dans les lieux qui ont vu grandir ses ancêtres. Cette éducation est ainsi censé lui apporter la « baraka ».En 995, Badis succède à son père Al-Mansur ben Bologhin comme souverain de l'Ifriqiya à sa mort. Ce dernier avait pris quelques distances avec ses suzerains les Fatimides d'Égypte.
Il désigne son oncle Itouweft comme gouverneur de Tahert, en remplacement de son grand-oncle Abu al-Behar qui avait été nommé dans ce poste par Al-Mansur, et l'envoie en compagnie de son autre oncle Hammad gouverneur d'Achir pour faire campagne contre les Zénètes. Cette armée est défaite et repoussée jusqu'à Achir. En 999, Badis part lui-même en campagne, il donne alors à Itouweft le gouvernement de Tahert et d'Achir. Cette nomination amène ses frères à se révolter contre leur oncle Itouweft. Ce dernier parvient à échapper à la vindicte de ses neveux et Abu al-Behar se précipite auprès de Badis pour se disculper de toute responsabilité dans cette rébellion. Badis est alors occupé à combattre les Banou Khazrun, il envoie son oncle Hammad combattre les rebelles. Hammad remporte une victoire sur cette coalition. Les chefs rebelles capturés sont mis à mort, l'un d'eux nommé Maksen est dévoré par les chiens. Les survivants obtiennent la possibilité d'aller se réfugier en Espagne (1000). Hammad est rappelé par Badis pour l'aider à combattre les Banou Khazrun.
Vers 1004, les Zénètes profitent du départ de Hammad pour reprendre le combat. Ils bloquent M'Sila et Achir. Badis renvoie Hammad les combattre. Ce dernier châtie les Zénètes, il prend Tîdjist. Peu après Hammad fonde la ville de Kalâa (Kalâa des Béni Hammad). Badis pour éprouver sa fidélité lui demande de renoncer au gouvernement de Tîdjist et de Constantine. Hammad refuse de se soumettre. Badis se met en marche contre son oncle. Il contraint Hammad à se réfugier dans Kalâat Maghila en 1015 
Badis meurt à son campement pendant le siège de Kalâat Maghila (mai 1016) . L'armée rentre à Mahdia avec le corps de Badis. Son fils, Al-Muizz ben Badis qui n'a alors que huit ans, lui succède.